# Pravi pitoni
Pravi pitoni (znanstveni naziv Python), rod velikih zmija u porodici Pythonidae, ponegdje se klasificiraju u porodicu Boidae unutar posebne potporodice Pythoninae.

### Vrste
- Python anchietae Bocage, 1887
- Python curtus Schlegel, 1872
- Python molurus (Linnaeus, 1758)
- Python regius (Shaw, 1802)
- Python reticulatus (Schneider, 1801)
- Python sebae (Gmelin, 1788)
- Python timoriensis (Peters, 1876)